# Gouvernement Adel Safar
République arabe syrienne
Muhammad Al-Otri Riyad Hijar
Le gouvernement Adel Safar est le gouvernement syrien investi le 3 avril 2011.

## Composition annoncée le 14 avril

### Initiale
| Portefeuille                                      | Ministre | Ministre                               | Parti      |
| ------------------------------------------------- | -------- | -------------------------------------- | ---------- |
| Premier ministre                                  |          | Adel Safar                             | Parti Baas |
| Ministre des Affaires étrangères                  |          | Walid al-Mouallem                      | Parti Baas |
| Ministre des Affaires de la présidence            |          | Mansour Azzam                          | -          |
| Ministre de l'Agriculture                         |          | Riyad Farid Hijab                      | Parti Baas |
| Ministre de l’Éducation                           |          | Saleh al-Rached                        | -          |
| Ministre de l'Irrigation                          |          | Georges Malki Soumi                    | -          |
| Ministre de l’Énvironnement                       |          | Kaoukab al-Sabah Dayyeh                | -          |
| Ministre du Tourisme                              |          | Lamyaa mer'i Assi                      | -          |
| Ministre des Biens Islamiques                     |          | Mohammad Abdel Sattar al-Sayyed        | -          |
| Ministre des Affaires sociales et du Travail      |          | Redouan al-Habib                       | -          |
| Ministre du Pétrol et des Mines                   |          | Soufiane Alao                          | -          |
| Ministre des Informations                         |          | Adnan Hassan Mahmoud                   | -          |
| Ministre de la Culture                            |          | Mohammad Riyad Houssein Issmat         | -          |
| Ministre de l'Électricité                         |          | Imad Mohammad Dib Khamis               | -          |
| Ministre de l'Habitat et de la Construction       |          | Hala Mohammad al-Nasser                | -          |
| Ministre des Transports                           |          | Fayçal Abbas                           | -          |
| Ministre de l'Industrie                           |          | Adnan Slakho                           | -          |
| Ministre de la Communication et de la Technologie |          | Imad Abdel Ghani Sabouni               | -          |
| Ministre de l'Enseignement supérieur              |          | Abdel Razeq Cheikh Issa                | -          |
| Ministre des Finances                             |          | Mohamad al-Jleilati                    | -          |
| Ministre d'État                                   |          | Joseph Soueid Youssef Souleymane Ahmad | -          |

## Parité
Le gouvernement compte trois femmes sur vingt-et-un membres : Kaoukab al-Sabah Dayyeh, ministre de l'Environnement (également ministre d'État), Lamyaa mer'i Assi, ministre du Tourisme et Hala Mohammad al-Nasser, ministre de l'Habitat de la Construction.